# Nevlje
Nevlje este o localitate din comuna Kamnik, Slovenia, cu o populație de 225 de locuitori.